# D.C. LaRue
D.C. LaRue, geboren als David Charles L'Heureux, (Meriden, 26 april 1948) is een Amerikaanse singer-songwriter en producent.

## Carrière

### De jaren 1970
LaRue's eerste opname was Honey Bear (The Good Time's Right Here) (1974) bij Kirshner Records, de tweede eenmalige single Move in Closer (1975) was bij Claridge Records. Geen van beide singles haalde de hitlijst. Desondanks was het geluk in het daaropvolgende jaar in zijn voordeel met het album Ca-the-drals (1976) bij Pyramid Records. Het bereikte de 123e plaats in de Billboard 200 albumhitlijst. De dubbele A-kant 12" single van Ca-the-drals (backed met collega en drummer Pat Lundi's Day By Day/My Sweet Lord) was een van de vroegste commercieel beschikbare 12" singles. Ca-the-drals/Deep Dark Delicious Night zou zich plaatsen aan de top van de Billboard's Dance Music/Club Play singlehitlijst. Ca-the-drals zou zich ook plaatsen op de 2e plaats van de Billboard's Disco Singles en op de 94e plaats in de Billboard Hot 100.
In minder dan een jaar begon hij te werken aan zijn tweede album The Tea Dance. Het conceptalbum uit 1977 haalde de betekenis en het gevoel naar boven van een Broadway-show met zulke opmerkelijke achtergrondzangeressen als Lani Groves en Sharon Redd. Het bevatte ook het duet Don't Keep It In The Shadows met de jaren 1960 rock/pop-icoon Lou Christie. De nummers Face Of Love, Overture, O Ba Ba (No Reino Da Mae Do Ouro), Indiscreet en Don't Keep It In The Shadows zouden zich op de nummer 2-positie plaatsen in de Billboard's Dance Music Club Play singlehitlijst. Indiscreet zou een van de belangrijkste en invloedrijkste hiphop-breaknummers worden van het old-school hip-hop-tijdperk.
Ondanks de levendige verkoop van LaRues albums stopte Pyramid Records in 1978 de exploitatie in de Verenigde Staten. Met het succes van die albums kreeg hij in 1978 gemakkelijk een licentie voor Casablanca Records & Filmworks. Zijn eerste publicatie bij dit nieuwe label was Do You Want The Real Thing?. De single werd toegevoegd aan het met platina verkopende soundtrack-album voor de film Thank God It's Friday. In hetzelfde jaar verscheen het derde album Confessions van LaRue. Weer eens scoorde hij een hit met Let Them Dance met een 12e plaats in de Billboard's Dance Music/Club Play singlehitlijst. Ook in 1978 had LaRue een gastoptreden in de tegenvallende film Sgt. Pepper's Lonely Hearts Club Band.
In 1979 bracht hij zijn vierde album Forces of the Night uit. De singles On With the Dance (een duet met Michelle Aller) en Hot Jungle Drums And Voodoo Rhythm werden uitgebracht en het album haalde de Billboard's Dance Music/Club Play singlehitlijst (#72). Het album bevatte ook een duet met Rita Moreno met Have a Good Time. Hot Jungle Drums And Voodoo Rhythm werd ook toegevoegd aan de platina compilatie A Night at Studio 54.

### De jaren 1980
In 1980 bracht hij zijn vijfde en laatste album Star Baby uit. Het album behield de glans en creativiteit, die maatgevend waren in zijn vroegere publicaties, maar met het einde van het disco-tijdperk in zicht haalde deze de hitlijst niet meer. Het album bevatte het duet Into the Ozone met Lou Christie en de 12" single So Much For L.A./Boys Can't Fake It.

### De jaren 2000
In 2006 werd zijn Ca-the-drals gesampled in het Verenigd Koninkrijk met het nummer 3 AM van Moto Blanco (Bobby Blanco en Miki Moto). Het zeer succesvolle nummer zou LaRue en zijn muziek presenteren aan een geheel nieuwe generatie. In hetzelfde jaar bracht LaRue Wicked Youth uit (Selected Performances 1976-1984) via zijn eigen website. Naast zeldzame aanpassingen van zijn vroegere hits, bevatte de disc het eerder genoemde 3 AM, Good Morning, My Love (met The Boys Choir Of Harlem), Love Can Make You Strong (een ander duet met Lou Christie, niet eerder gepubliceerd) en Edge Of The Night (met Adam Goldstone.)
In 2010 nam LaRue het nieuwe nummer Crash and Burn op voor het compilatiealbum Northern Soul: 2010, geproduceerd door Ian Levine.
In februari 2012 kwam LaRue terug met More Things Change. Vanaf 2012 was hij gastheer van zijn eigen radioshow Disco Juice bij Newtown Radio. Huldeblijken, gethematiseerde shows en interviews van bekende disco-artiesten waren zijn thema's tijdens deze zaterdagavond-show.

## Discografie

### Albums
- 1976: Ca-the-drals (Pyramid)
- 1977: The Tea Dance (Pyramid)
- 1978: Confessions (Casablanca)
- 1979: Forces of the Night (Casablanca)
- 1980: Star, Baby (Casablanca)
- 2006: Wicked Youth: Selected Performances 1976-1984 (Pyramid)

- International Standard Name Identifier: 0000 0000 3027 2702
- Library of Congress Control Number: n92105550
- MusicBrainz: a01d77e2-e200-4997-84e1-14caaccc966a
- Virtual International Authority File: 11507203
- WorldCat: E39PBJqfKq9RrFPVp8tbXV9CcP